# Alison Barros Moraes
Alison Barros Moraes (sinh ngày 30 tháng 6 năm 1982) là một cầu thủ bóng đá người Brasil.

## Sự nghiệp câu lạc bộ
Alison Barros Moraes đã từng chơi cho Omiya Ardija.

## Thống kê câu lạc bộ

### J.League
| Đội          | Năm       | J.League | J.League | J.League Cup | J.League Cup | Tổng cộng | Tổng cộng |
| Đội          | Năm       | Trận     | Bàn      | Trận         | Bàn          | Trận      | Bàn       |
| ------------ | --------- | -------- | -------- | ------------ | ------------ | --------- | --------- |
| Omiya Ardija | 2006      | 8        | 1        | 0            | 0            | 8         | 1         |
| Omiya Ardija | 2007      | 2        | 0        | 0            | 0            | 2         | 0         |
| Tổng cộng    | Tổng cộng | 10       | 1        | 0            | 0            | 10        | 1         |